# Мордаси
Мордаси (біл. вёска  Мардасы) — село в складі Вілейського району Мінської області, Білорусь. Село підпорядковане Хотеньчицькій сільській раді, розташоване в північній частині області.